# Janosik (film 1921)
Janosik (org. Janošík) – słowacki film niemy w reżyserii Jaroslava Siakela, zrealizowany w 1921 roku. Jest to pierwszy pełnometrażowy film słowacki, a jednocześnie jedyny pełnometrażowy niemy film słowacki zachowany do dziś. Film opowiada historię szlachetnego zbója, Janosika. Fabuła oparta jest głównie na sztuce Jiříego Mahena.
Film powstał za fundusze chicagowskiej wytwórni Tatra Film Corporation. Wyprodukowano go w dwóch wersjach – jedną na rynek słowacki, drugą do wyświetlania w USA. Ta ostatnia posłużyła w 1975 do rekonstrukcji filmu.
Dzieło znalazło się na Liście Światowego Dziedzictwa UNESCO.